# 鈴木Palette
鈴木Palette（日语：スズキ・パレット）是2008年至2013年間由日本鈴木公司開發生產的輕型高頂旅行車，其兄弟車是第一代馬自達Flair Wagon和日產Roox。這是繼第六代鈴木Alto、第五代馬自達Carol和日產Pino三兄弟車款以來，第二次出現三兄弟車款。關於車名「Palette」來自法語「調色盤」，藉由調色盤上多彩的顏色，原廠希望該車款能帶給消費者多彩多姿的生活型態。

## 歷史與概要
2007年 - 眼見大發Tanto成功拓展出輕型高頂旅行車的新範疇，並持續改款至第二代，鈴木公司也不甘寂寞，11月於第40屆東京車展公開預定量產的車型。
2008年 - 1月24正式發表Palette，其特色在於以1,735mm的車高，輔以低底盤和2,400mm的軸距，甚至第二排座椅可以折疊藏入地板下，以創造出寬敞空間。雙側後車門採手動滑門設計，高階車型則為電動遙控滑門。配備則包含Keyless免鑰匙感應式門鎖、Push Start引擎啟動按鈕、放電式頭燈恆溫空調、多功能方向盤和高傳真音響系統、ABS防鎖死煞車系統、EBD電子制動力分配系統、Immobilizer引擎防盜鎖、四顆安全氣囊（高階款增加安全氣簾）等；動力心臟可選擇658c.c.直列三缸DOHC VVT K6A型或658c.c.直列三缸DOHC K6A型渦輪增壓引擎，搭配四速自動排檔或CVT變速箱。
同年12月18日發售「G-Limited」特仕車，以「G」車型為底本外加Keyless免鑰匙感應式門鎖、Push Start引擎啟動按鈕、車門半開自動關閉功能、CD播放機、防潑水座椅等。
2009年 - 9月17日發表部分改良（2型），追加運動化車型「SW」，包含全新頭燈組、水箱罩、整合方向燈之後視鏡、霧燈、燻黑尾燈殼、輪圈等配備。「G」、「SW GS」二車型除外，其餘車型換上世界首創附有副變速機構的CVT變速箱，可選擇高、低齒比二種模式。同年12月1日，開始換牌成日產Roox供應給日產汽車。
2010年 - 8月20日再次部分改良（3型），主要在於修正CVT變速箱的副變速機構。另外新設ECO節能駕駛系統、LED第三煞車燈等。同年11月25日，發售「Limited」、「SW Limited」二種特仕車，翌年11月21日復推出「Limited II」、「SW Limited II」特仕車以刺激銷售。
2012年 - 2月27日部分改良，藉由降低CVT變速箱油的黏度係數、減少CVT內部機件的摩擦等提升油耗表現；以JC08模式（（日語）JC08モード）測試從原先的20.2km/L提升至20.8km/L。6月18日則實施部分改良（4型），6月26日開始換牌成馬自達Flair Wagon，供應給馬自達。
2013年 - 2月26日隨著後繼車款鈴木Spacia面世而停產。

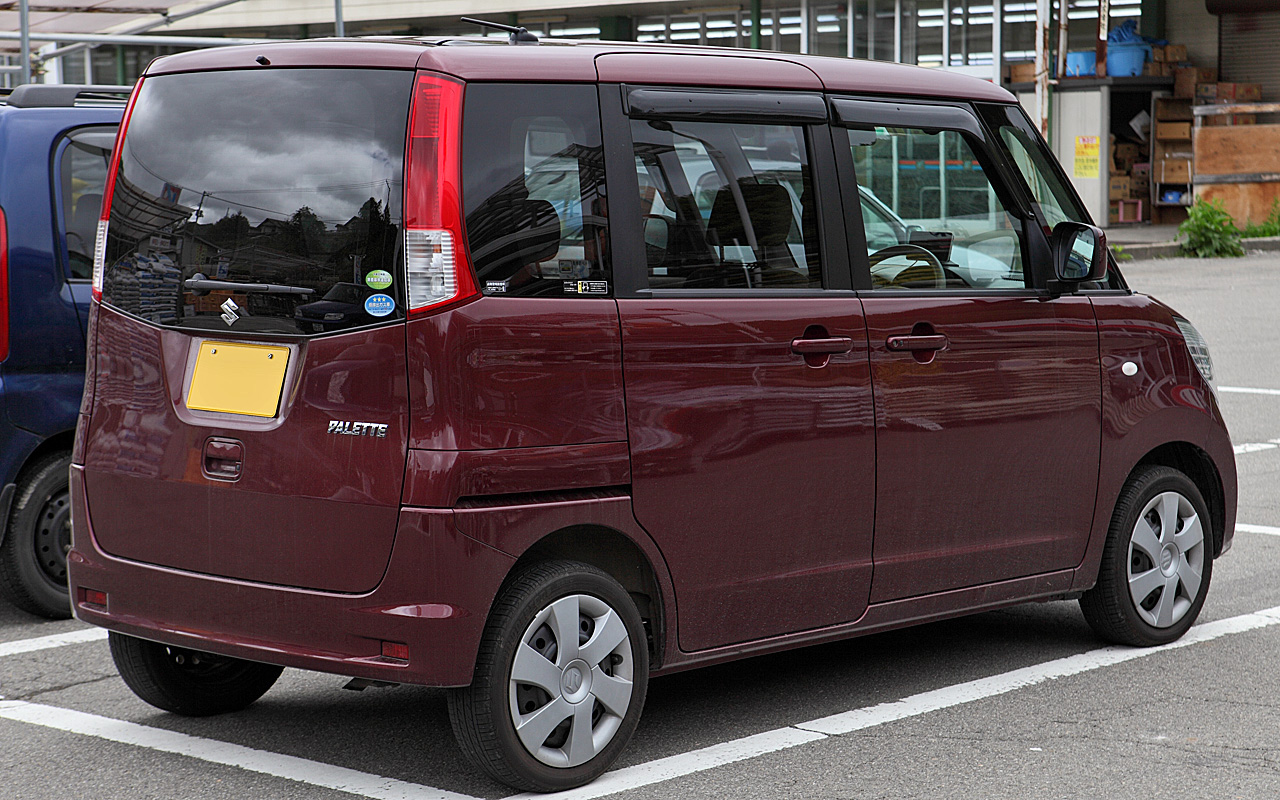
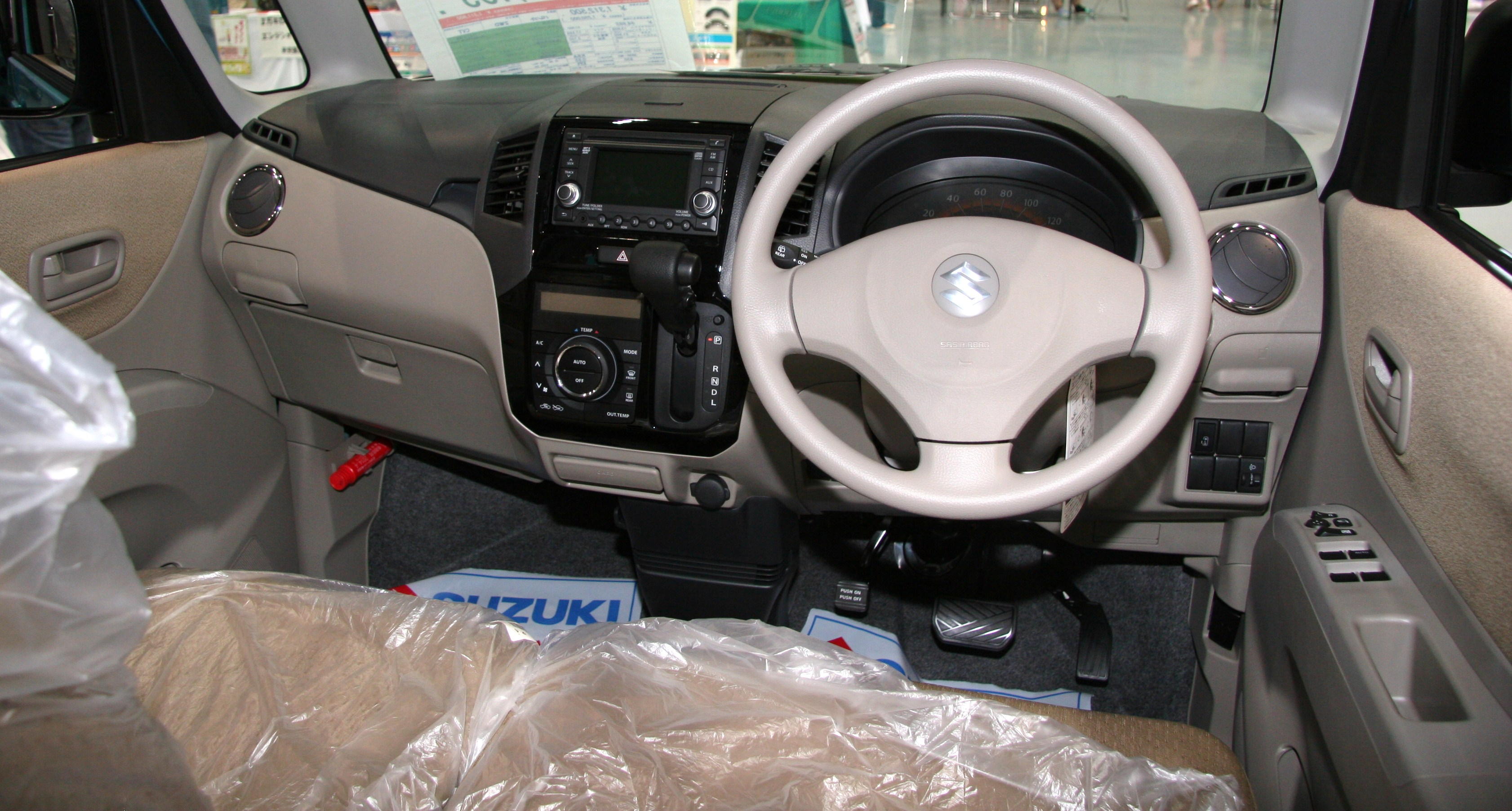
內裝照
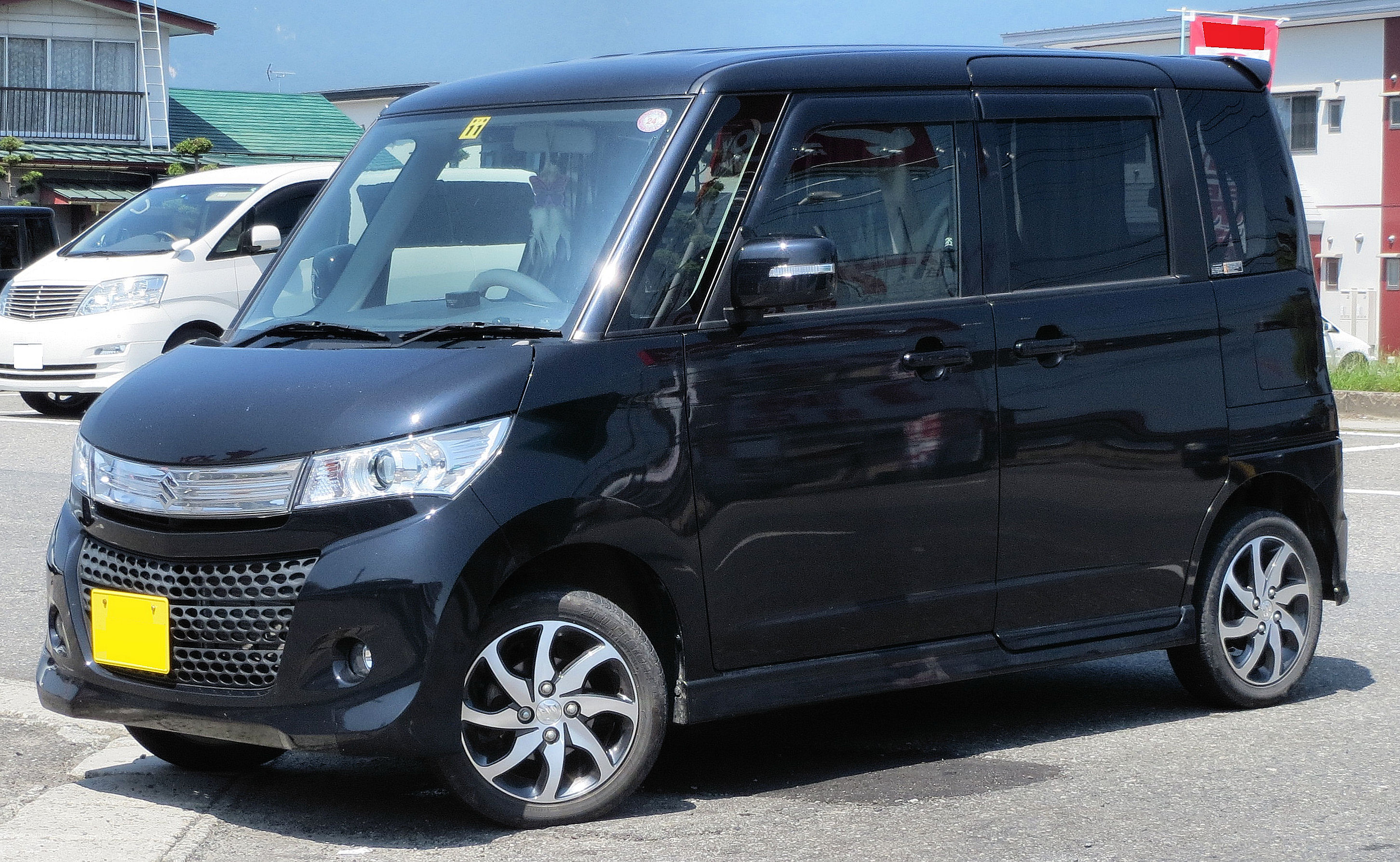
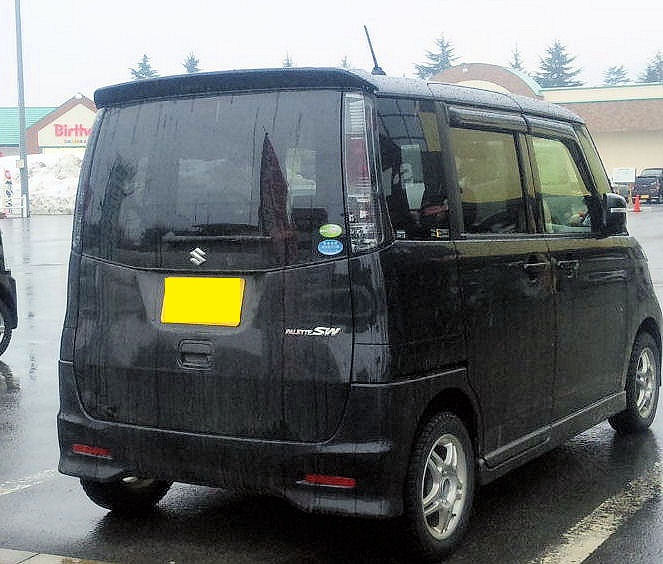
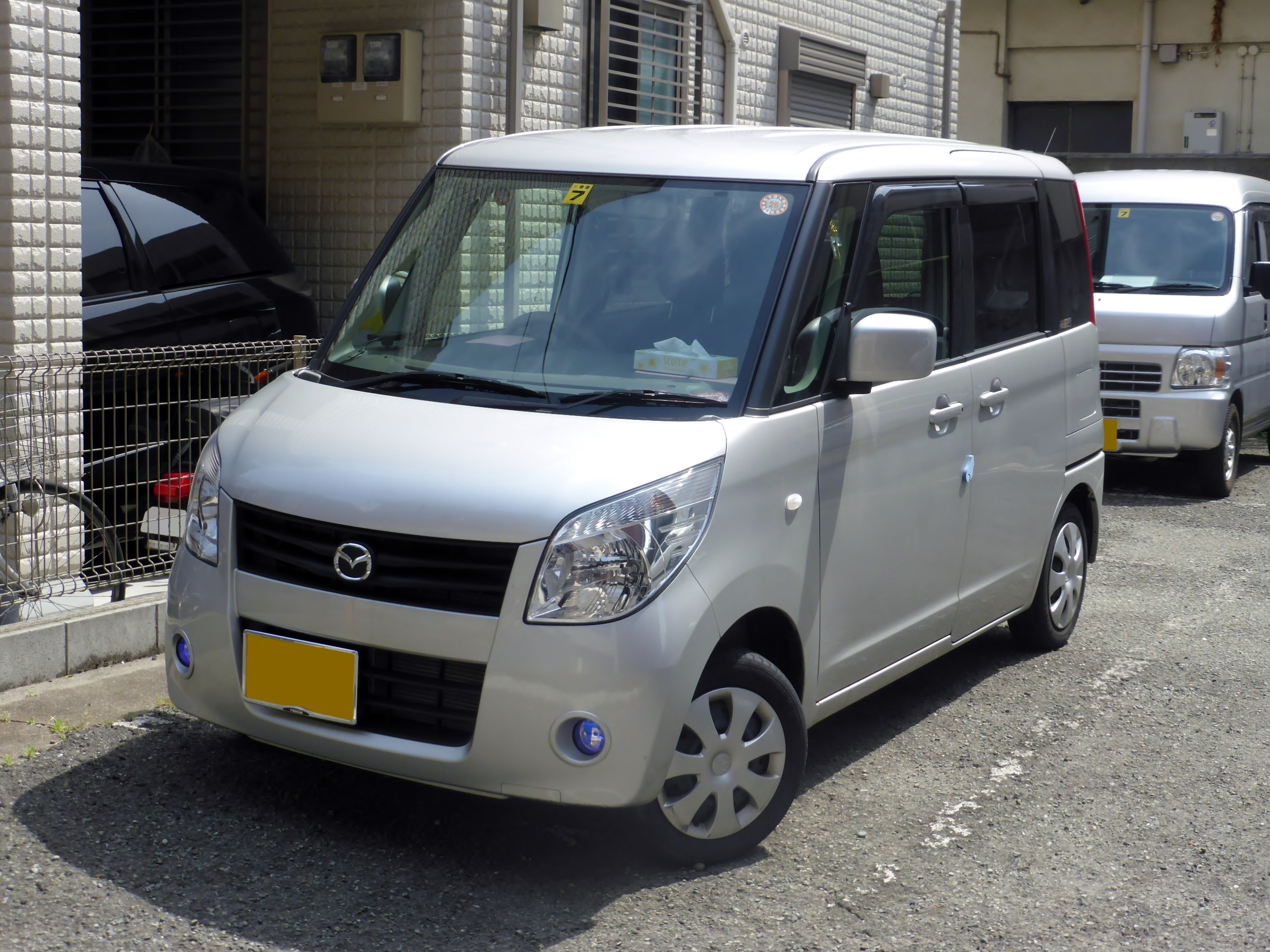
第一代馬自達Flair Wagon
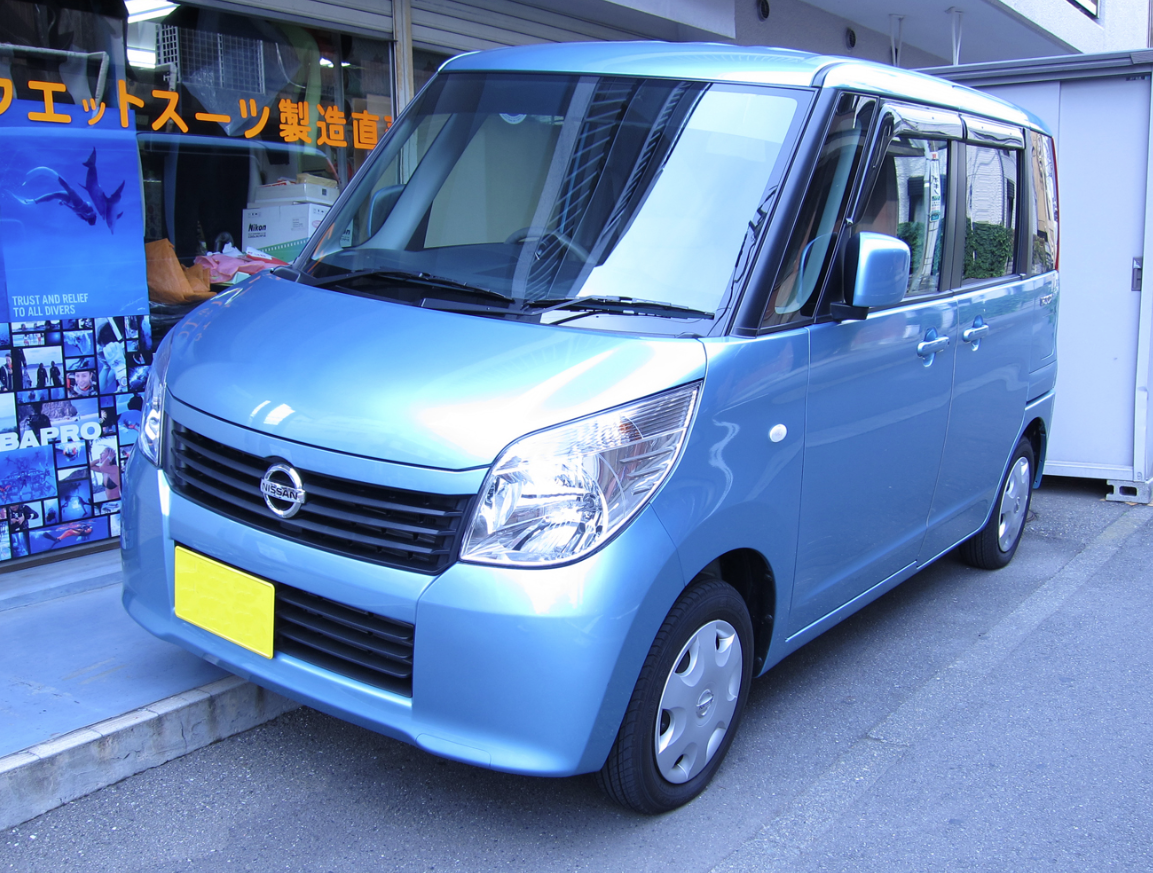
日產Roox

### 安全性召回
2016年4月8日原廠針對所有Palette車主發出安全性召回，由於煞車油管安裝位置不適當，當駕駛者將方向盤轉至死點時，導致煞車油管發生曲折，長年累積下來使得煞車油管內部龜裂。待煞車油漏光時車子將沒有制動力，而容易發生事故。原廠將召回234,640輛，進行煞車油管免費更換。

## 外部連結
- （日語）モーターデイズ新車試乗記 スズキ パレット X / TS （页面存档备份，存于）